# Frank Dukes
Pour les articles homonymes, voir Dukes.
Frank Dukes (né le 12 septembre 1982 à Toronto, en Ontario), également surnommé Ging, est un producteur et compositeur canadien de hip-hop et pop. Il est le propriétaire de la compagnie de production et de la librairie de musique Kingsway.

## Biographie
Adam King Feeney naît le 12 septembre 1982 à Toronto, Ontario, au Canada, et grandit à Thornhill. Il commence à jouer du piano à l'âge de 5 ans, mais a changé pour jouer de la batterie, de la basse et de la guitare,. À son adolescence, il fait du skateboard avant de se consacrer à la musique, particulièrement du hip-hop new-yorkais, et devient un DJ à l'âge de 15 ans,. À l'âge de 16 ans, en 1999, il commence à collectionner des disques des années 1960 et 1970 dans le but d'en comprendre comment ils étaient fabriqués. Cette habitude l'amène à produire des disques et à acheter l'année suivante un échantillonneur Akai MPC. Il est diplômé de la St. Robert Catholic High School à Thornhill en 2001. Il déclare ne pas avoir eu l'intention à l'origine de faire de la musique son métier,.
Son nom de scène, Frank Dukes, est dérivé de l'artiste martial canadien Frank Dux, qui est incarné par Jean-Claude Van Damme dans le film Bloodsport,. Il sort un album solo en 2022, intitulé We're Here, My Dear.

## Distinctions
- 11 ASCAP Awards[réf. nécessaire]
- 16 BMI Awards[réf. nécessaire]
- 4 Grammy Awards pour 28 nominations[réf. nécessaire]
- 1 iHeart Radio Music Award pour 3 nominations
- 1 nomination aux prix Juno[réf. nécessaire]
- 3 Latin Grammy Awards pour 3 nominations[réf. nécessaire]
- Un vainqueur en 2009 du Red Bull Big Tune[réf. nécessaire]
- 13 SOCAN Awards[réf. nécessaire]
- 2 nominations aux Soul Train Music Awards[réf. souhaitée]
- 2 nominations aux Spotify's Secret Genius Awards[réf. souhaitée]
- 1 nomination aux Black Reel Awards[réf. souhaitée]
- 2 Variety's Hitmakers[réf. nécessaire]
- 1 nomination aux APRA Awards[réf. souhaitée]
- 5ème place du The Jaxsta Honors List[réf. souhaitée]